# Antonio de Haro y Tamariz
Antonio de Haro y Tamariz (Puebla, 3 de mayo de 1799 - Roma, 12 de febrero de 1869) fue un político mexicano. Fungió varias veces de ministro de Hacienda de México en los gobiernos de Valentín Canalizo, José Mariano Salas y Santa Anna (1844, 1846, 1853) y se distinguió como jefe opositor en la lucha contra los liberales.
El 18 de diciembre de 1837 contrajo matrimonio con María Dolores Ovando Cervantes, en Puebla, y para el 15 de agosto de 1855 bautizó a su hija María Asunción Josefa, otro hijo fue Joaquín (que nacería por el año 1849 o 1850), quien casó con Paz Herrera Ceballos, que bautizaron a su hijo Joaquín María Josefa Luis Antonio Juan el 29 de julio de 1871, y nacido el 21 de julio anterior.
Perteneció a una familia acomodada de Puebla, poseedora de una hacienda, y por tanto de una gran fortuna económica, en la que se dedicó a sembrar algodón, con lo cual fue uno de los principales abastecedores de esta fibra de los obrajes o talleres textiles de Puebla, por lo mismo conoció y fue amigo del Gral. Antonio López de Santa Anna, quien también era uno de los principales productores de algodón en su hacienda Manga de Clavo, Veracruz. También fue dueño de varios molinos de trigo, con lo cual se deduce que sembraría también trigo en su hacienda, con lo que se abastecería de este producto tanto a las poblaciones de la región de Puebla como de la Ciudad de México.
A principios de 1856, apegado al Plan de Zacapoaxtla, tomó la ciudad de Puebla para las fuerzas rebeldes. Después de la batalla de Ocotlán en la que fue derrotado, defendió la ciudad contra el presidente Ignacio Comonfort, hasta que tuvo que retirarse del mando, luego de capitular la plaza. Murió como jesuita en Roma, en 1869.

## Primeros años
Nacido en una familia rica y aristócrata formada por el matrimonio de Don Joaquín de Haro y Portillo y de Doña María Joaquina Tamariz y Aguayo; comenzó sus estudios en el colegio Carolino, el antiguo colegio jesuita, en 1823, donde fue compañero de Ignacio Comonfort y José María Lafragua.
En su adolescencia y bajo la tutela de su hermano mayor Joaquín, notable político conservador,(después Gobernador de Puebla), fue a estudiar junto con Atanasio, su hermano menor, en el Colegio de Nobles de Roma.
A su regreso de Europa contrajo matrimonio con Dolores de Ovando y Cervantes nieta de  Ana María Altamirano de Velasco y Ovando condesa de Santiago de Calimaya, el 18 de diciembre de 1837, con quien tuvo a su hija Asunción de Haro y Ovando (15 de agosto de 1855), quien contrajo matrimonio con Don Francisco Pérez Salazar y Osorio de esta unión nació don Francisco Pérez Salazar y de Haro

## Su entrada en la política
Como miembro de una familia de notables políticos conservadores, poseedor de una gran fortuna, varias haciendas y molinos en los alrededores de Puebla, se relacionó con otros productores de algodón y políticos influyentes; fue así como conoció al general Antonio López de Santa Anna, reconocido héroe nacional, algodonero veracruzano que había llegado a la presidencia por vez primera el año de 1833.

## Santannismo
Fue nombrado ministro de economía varias veces durante los gobiernos de Canalizo y Santa Anna. Trabó amistad profunda con otros pensadores del conservadurismo mexicano como Lucas Alamán y José María Tornel, ministros que lo protegieron de la enemistad de Juan Suárez y Navarro.

## Revolución de Ayutla
Fue uno de los líderes de la oposición en el centro-norte contra Santa Anna, desde San Luis Potosí, donde contactó con los jefes del movimiento. Firmó los Convenios de Lagos con Manuel Doblado e Ignacio Comonfort para poner en la presidencia interina a Juan Álvarez, con la promesa de Comonfort de entregarle el ministerio de economía, que ya había dirigido durante la dictadura de Santa Anna.

## Regreso a la estabilidad
Tuvo una cercana amistad con el embajador de Francia, el conde Jean Alexis Cadoine de Gabriac, quien llegó a afirmar que Haro sería el próximo en la línea de sucesión tras la caída de los gobiernos liberales.[cita requerida]

## Fueros y religión
Por su cordial actuación en San Luis, y su inconfundible y respetabilísimo linaje poblano, los sublevados de la Sierra Norte de Puebla, aglutinados en Zacapoaxtla por el cura Francisco Ortega lo rescataron cerca de Amozoc en su trayecto a la cárcel de San Juan de Ulúa, a la que era llevado en una diligencia desprotegida por órdenes del gobierno de Ignacio Comonfort.
La Rebelión de Zacapoaxtla al grito de "Fueros y religión", azuzados por el obispo y soportado por la casta militar, pugnaba por abolir las reformas que los liberales radicales, como Benito Juárez, Melchor Ocampo y Miguel Lerdo de Tejada, habían logrado introducir en la Constitución de 1857 y que atentaban contra sus privilegios. Haro y Tamariz aceptó liderar la campaña de presión, descendiendo con las fuerzas sublevadas sobre la ciudad de Puebla, que lo recibió con los brazos abiertos y que sirvió como indiscutible victoria moral del conservadurismo que empezaba a perfilarse en el país.
La batalla de Ocotlán fue una desastrosa derrota de los sublevados de Zacapoaxtla, muchos de los conspiradores fueron capturados y encarcelados y otros huyeron heridos como Miguel Miramón y Luis G. Osollo, que sirvió como mensaje a los reaccionarios conservadores de que el gobierno de Comonfort no accedería a establecer ningún tipo de acuerdo o entendimiento con los sublevados; siendo el prólogo a la Guerra de Reforma.

## Vida en el exilio
Pasó algunos años en París, donde llegó a comprar un edificio cercano a la actual Ópera Garnier y gastó una fortuna intentando recrear la vida social que llevaba en México; vivió en La Habana un par de años esperando poder regresar junto con las fuerzas de ocupación de Napoleón III, y así lo hizo, pero fue impedido por el Conde de Lorencez de asumir un cargo militar, pues ocupar los altos mandos militares les estuvo negado a los mexicanos. Mariano Escobedo, en una carta a Melchor Ocampo, celebra el impedimento, pues decía que, de haberse presentado batalla, "ni todas las Cumbres ni todos los Zaragozas del orbe pudieran repetir el momento del que goza la lumbre nacional", refiriéndose a la celebrada Batalla de Puebla. Ante esa triste realidad, que decepcionó a de Haro, y después de agotadas todas las posibilidades de ingresar a la política de nuevo, regresó a Europa.[cita requerida]